# Alla Cuperová
Alla Pjatrouna Cuperová (Ала Пятроўна Цупер, 16. dubna 1979 Rovno) je běloruská reprezentantka v akrobatickém lyžování, olympijská vítězka z roku 2014 ve skocích.
Narodila se na Ukrajině a reprezentovala tuto zemi na olympiádě 1998, kde skončila na pátém místě. V roce 1999 se odstěhovala do Běloruska a přijala tamní občanství, za svoji novou zemi soutěžila na olympiádě 2002 (9. místo), 2006 (10. místo) a 2010 (8. místo). V roce 2011 ukončila závodní kariéru a porodila dceru, vrátila se ale ke sportu před olympiádou 2014 v Soči. Z kvalifikace postoupila z posledního dvanáctého místa, ve finále po prvním kole vedla, ve druhém kole spadla na čtvrté místo, ale v závěrečném superfinále čtyř nejlepších účastnic předvedla nejlepší skok a překvapivě si zajistila zlatou medaili. Ve věku 34 let se tak stala historicky nejstarší olympijskou vítězkou v akrobatickém lyžování.
V průběhu své kariéry vyhrála osm závodů Světového poháru a v roce 2002 získala malý křišťálový glóbus za disciplínu akrobatické skoky. Na mistrovství světa v akrobatickém lyžování bylo jejím největším úspěchem čtvrté místo v roce 2007.